# Ulica Franciszka Druckiego-Lubeckiego w Bydgoszczy

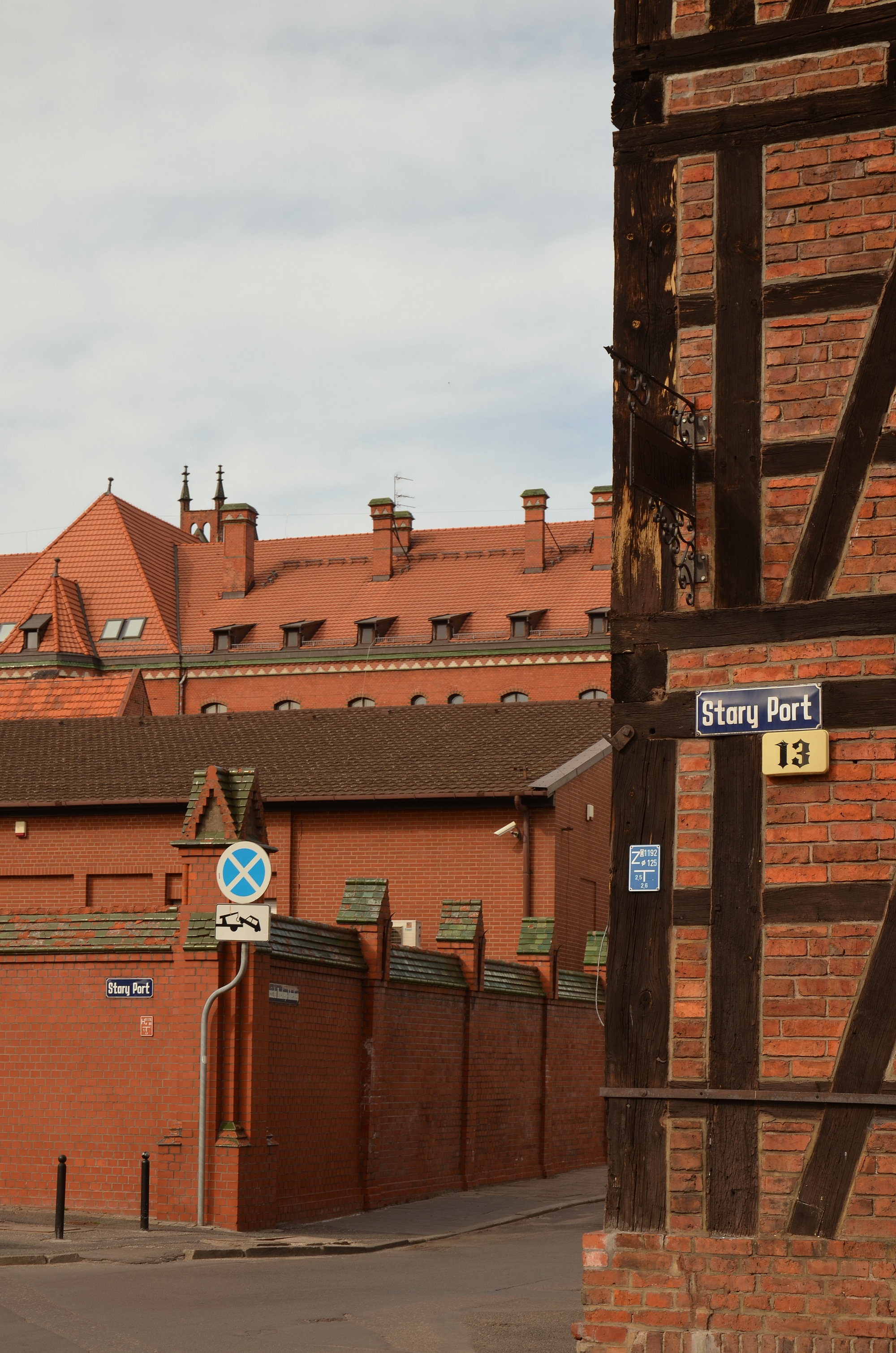
Skrzyżowanie z ul. Stary Port

Ulica Franciszka Druckiego-Lubeckiego w Bydgoszczy – ulica w rejonie Starego Miasta w Bydgoszczy. 

## Położenie
Ulica znajduje się w północnej części Starego Miasta. Rozciąga się na kierunku północ-południe, od ul. Jagiellońskiej do ul. Stary Port. Jej długość wynosi ok. 110 m.

## Historia
Ulica Franciszka Druckiego-Lubeckiego znajduje się na fragmencie przedmieścia Gdańskiego, które stanowiło bezpośrednie zaplecze bydgoskiego miasta lokacyjnego. Plan Bydgoszczy Erika Dahlberga z 1657 r. przedstawia w rejonie ulicy przylegające do Brdy polowe umocnienia obronne, wykonane prawdopodobnie przez Szwedów. Według Roberta Grochowskiego był to ziemny fort bastionowy wraz z dokami dla łodzi. 
Po przejściu Bydgoszczy pod władzę Królestwa Prus w 1772 r. na parceli między ulicami Jagiellońską, Pocztową, Stary Port i Druckiego-Lubeckiego ulokowano kompleks wojskowych koszar i stajni królewskich. Na wschód od ulicy rozciągały się pola folwarku starościńskiego Grodztwo, istniejącego od XVIII w., a na nabrzeżu Brdy – stary spichlerz. Polna ulica na śladzie istniejącej widnieje dopiero na planie miasta z 1809 i 1816 r. W następnych dziesięcioleciach budowa kolejnych obiektów w tym rejonie doprowadziła do przekształcenia się polnego traktu w ulicę miejską.
Po 1815 r. kompleks budynków dawnych stajni wojskowych po zachodniej stronie ulicy przeznaczono na potrzeby  królewsko-pruskiego Urzędu Dyrekcji Poczty w Bydgoszczy.
Nowy urząd pocztowy o charakterze administracyjno-mieszkalnym, położony był odtąd w narożu ulic Jagiellońskiej i ul. Druckiego-Lubeckiego, w budynku pierwotnie spełniającym analogiczne funkcje dla zarządu stajni królewskich. 
W 1859 r. poczta odstąpiła magistratowi zajmowany dotąd obiekt i wkrótce rozpoczął w nim działalność Główny Urząd Celny w Bydgoszczy. Na potrzeby poczty powstał natomiast nowy budynek, położony w narożu ul. Jagiellońskiej i Pocztowej, zaś w latach 1883–1885 kolejny, istniejący do dzisiaj budynek administracyjny. 
W 1863 r. po wschodniej stronie ulicy na rogu z ul. Jagiellońską rozpoczęto budowę gmachu administracyjnego przeznaczonego dla filii Banku Królewskiego w Berlinie. Zapoczątkowało to rozbudowę istniejącego do dzisiaj kompleksu bankowego, zajmowanego przez oddział okręgowy NBP. Budowa kolejnych budynków w tym rejonie odbywała się w latach 1911–1912 i 1924–1925. U południowego wylotu ulicy w 1840 r. powstał natomiast istniejący do dzisiaj szachulcowy spichlerz zbożowy. 
Do końca XIX wieku teren po zachodniej stronie ulicy w całości został wykupiony dla potrzeb urzędów: pocztowego i telegraficznego. W latach 1896–1899  na miejscu rozebranego budynku Urzędu Celnego wzniesiono okazały gmach Cesarskiej Dyrekcji Poczty z narożnikową wieżą służącą do połączenia kabli telefonicznych. 
Kształtowanie zabudowy ulicy zostało zakończone na początku XX w. Odtąd ulica rozdziela dwa duże kompleksy zabudowań: pocztowe na zachodzie i bankowe na wschodzie.

### Nazwy
Ulica w przekroju historycznym posiadała następujące nazwy:
- 1875–1920 – Packgasse (Packstraße)
- 1920–1939 – ks. Franciszka [Druckiego]-Lubeckiego
- 1939–1945 - Packgasse
- od 1945 - ks. Franciszka Druckiego-Lubeckiego

Polska nazwa ulicy nawiązuje do księcia Franciszka Ksawerego Druckiego Lubeckiego (1778–1846) - polityka, ministra skarbu Królestwa Polskiego w latach 1821–1830, założyciela Towarzystwa Kredytowego Ziemskiego (1825) i Banku Polskiego (1828).

## Niektóre obiekty przy ulicy
| Adres         | Lata budowy | Styl architektoniczny | Uwagi | Zdjęcie |
| ------------- | ----------- | --------------------- | --- | ------- |
| Poczta Główna | 1883–1899   | neogotyk              | Siedziba Cesarskiej Dyrekcji Poczty w Bydgoszczy oraz urzędów: pocztowego i telegraficznego. Budynek powstał dwu etapach według projektu Kleindfeldta i Neumanna. Obecnie mieści główny oddział Poczty Polskiej w Bydgoszczy |         |
| Spichlerz     | 1830–1840   | szachulec             | Stoi na rogu z ul. Stary Port. Dwupiętrowy, z dwukondygnacyjnym poddaszem, nakryty dachem dwuspadowym z wystawkami. Wnętrze parteru jest ukształtowane przez dwa rzędy słupów. W latach 90. XX w. został zaadaptowany na restaurację „Stary Port”. Obecnie jest użytkowany przez instytucje komercyjne. |         |
| Oddział NBP   | 1863–1864   | neorenesans           | Zespół budynków na rogu z ul. Jagiellońską. Centralny budynek kompleksu zbudowano dla potrzeb bydgoskiej filii Banku Królewskiego w Berlinie według planów mistrza budowlanego Hermanna Cuno. Od 1875 r. mieścił się tu bydgoski oddział Reichsbanku, w latach 1920–1924 filia Polskiej Krajowej Kasy Pożyczkowej, w latach 1924–1939 oddział Banku Polskiego S.A. W okresie okupacji ponownie zlokalizowano w nim oddział Reichsbanku, a od 1945 znajduje się tu bydgoski oddział Narodowego Banku Polskiego. |         |